# Ferkelnest

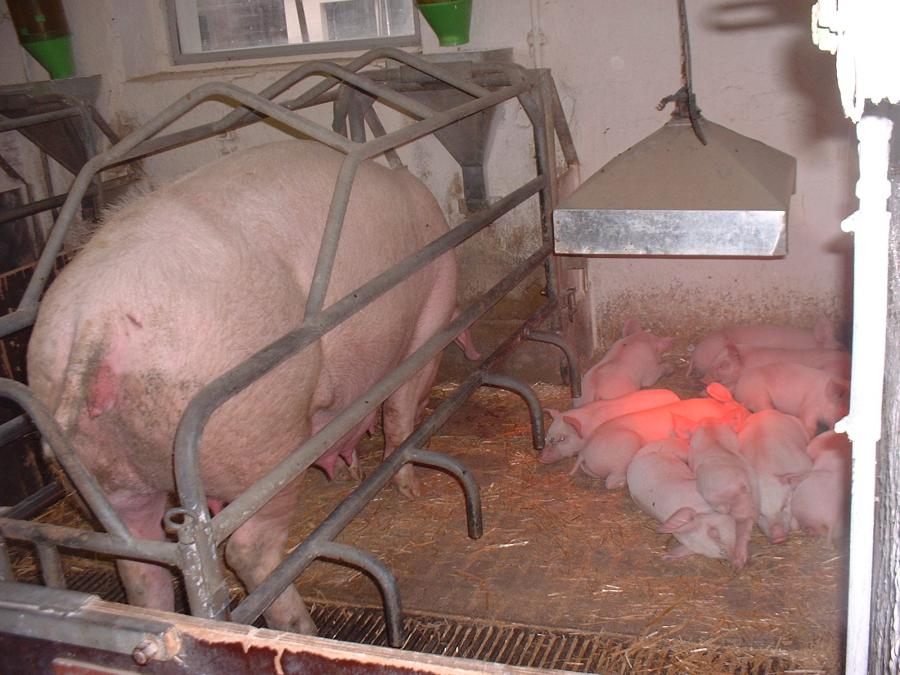
Sau und Ferkel in einem Kastenstand

Das Ferkelnest wird in der Ferkelerzeugung zum Schutz der Ferkel eingesetzt.
In der kombinierten Ferkel- und Sauenbucht wird im Regelfall eine spezielle Liegefläche für Ferkel eingerichtet. Diese Liegeflächen sind normalerweise geheizt und vom Bereich der Sau abgrenzt. Die Ferkel finden hier die notwendige Temperatur (ca. 30 °C) und können in diesem Bereich nicht von der Sau versehentlich erdrückt werden.